# Мулен-Бофор, Эрик де
Эрик Мари де Мулен д’Амье де Бофор (фр. Éric Marie de Moulins d’Amieu de Beaufort; род. 30 января 1962, Ландау-ин-дер-Пфальц, ФРГ) — французский прелат. Титулярный епископ Кресимы и вспомогательный епископ Парижа с 21 мая 2008 по 18 августа 2018. Архиепископ Реймса с 18 августа 2018. Председатель конференции католических епископов Франции с 3 апреля 2019.

## Ранние годы и образование
Эрик де Мулен-Бофор родился 30 января 1962 года в Ландау-ин-дер-Пфальц, ФРГ. Происходит из старинной знатной дворянской семьи, его полное имя Эрик Мари де Мулен д’Амье де Бофор. 
После изучения политологии в Парижском институте политических исследований (фр. Sciences-Po Paris) и экономики в Парижском университете Пантеон-Ассас, Эрик де Мулен-Бофор присоединился к Институту богословских исследований в Брюсселе в 1985 году, прежде чем продолжить обучение во французской семинарии в Риме в 1990 году.

## Священство
8 сентября 1990 года, он был рукоположен в дьякона, в Париже, 29 июня 1991 года его рукоположили в священники, так же в Париже. И в диаконы, и в священники Эрика де Мулен-Бофора рукополагал кардинал Жан-Мари Люстиже, архиепископ Парижа.
Эрик де Мулен-Бофор посвятил большую часть своего священнического служения обучению будущих священников в качестве директора Парижской семинарии и преподавания в Студии семинарии (которая стала факультетом Соборной школы Нотр-Дам) с 1992 года по 2000 год и в качестве главы Дома Святого Роха Парижской семинарии с 1997 года по 2000 год.
Кроме того, он являлся капелланом Коллежа Монтеня с 1992 по 1993 год и капелланом лицея Людовика Великого в следующем году.
В 2000 году он был назначен приходским священником церкви Святого Павла и Святого Людовика, продолжая преподавать в школе Нотр-Дам при Соборной школе. Он занимал эту должность в течение пяти лет, прежде чем был назначен личным секретарём архиепископа Парижа, монсеньора Андре Вен-Труа, сохранив свое преподавательское служение на факультете соборной школы Нотр-Дам.

## Епископ и архиепископ
21 мая 2008 года Папа римский Бенедикт XVI назначил Эрика де Мулен-Бофора вспомогательным епископом Парижа и титулярным епископом Кресимы. 5 сентября  2008 года Эрик де Мулен-Бофор был рукоположен в епископы кардиналом Андре Вен-Труа, архиепископом Парижа, который был главным консекратором на таинстве. Соконсекраторами выступили: епископ Сен-Дени Оливье Жан-Мари Мишель де Берранже, Ist. del Prado, епископ Версаля Эрик Мари Пьер Анри Омонье, архиепископ Ренна Пьер Поль Оскар д’Орнелла и епископ Понтуаза Жан-Ив Рьокрё.
В 2013 году епископ Эрик де Мулен-Бофор стал главой доктринальной комиссии конференции католических епископов Франции.
18 августа 2018 года Папа Франциск назвал Эрика де Мулен-Бофора архиепископом Реймса, и 28 октября состоялась его интронизация.
14 марта 2019 года архиепископ Эрик де Мулен-Бофор принял участие в церемонии открытия Большой мечети Реймса. Когда его раскритиковали за то, что он приветствовал рост ислама во Франции, он написал: «Я бы хотел, чтобы мужчины-католики, обеспокоенные присутствием ислама в нашей стране, были столь же преданы поклонению на Мессе или адорации Евхаристии, как и люди, которых я видел в мечети в четверг вечером во время молитвы».
3 апреля 2019 года архиепископ Эрик де Мулен-Бофор был избран председателем конференции католических епископов Франции.